# Bad Schlema
Bad Schlema (bis 2005 Schlema) ist seit dem 1. Januar 2019 einer von vier Ortsteilen der fusionierten Stadt Aue-Bad Schlema. Er liegt im Erzgebirgskreis in Sachsen und gehört zum Städtebund Silberberg. Bis Ende 2018 war Bad Schlema eine selbstständige Gemeinde. Durch den Ortsteil führt die Silberstraße. Der Tourismus ist für den Ort insbesondere im Erholungs- und Gesundheitsbereich von Bedeutung. Bad Schlema ist seit 2023 „staatlich anerkannter Kurort“.

## Geografie

### Gliederung der ehemaligen Gemeinde und der neuen Stadt
Ortsgebiete des Kurbades sind Oberschlema und Niederschlema. Des Weiteren gehörte das Dorf Wildbach seit 1994 zur Gemeinde Bad Schlema. Seit der Fusion mit der Großen Kreisstadt Aue bilden Bad Schlema und Wildbach zusammen mit Aue und Alberoda die vier Ortsteile der Großen Kreisstadt Aue-Bad Schlema.

### Geografische Lage und Nachbargemeinden
Ober- und Niederschlema liegen im Tal des Schlemabaches, welcher am Bahnhof in Niederschlema in die Zwickauer Mulde mündet. Oberschlema erstreckt sich von der Ortsgrenze zu Schneeberg am Hang des Gleesbergs bis zum Hammerberg. Unterhalb des ehemaligen Bahnhofes Oberschlema verläuft Niederschlema bis zur Zwickauer Mulde. Wildbach liegt im Tal des Wildbachs, welcher ebenfalls in die Zwickauer Mulde mündet.
Nachbargemeinden der ehemaligen Gemeinde Bad Schlema waren Schneeberg und Aue im Erzgebirgskreis sowie Hartenstein und Langenweißbach im Landkreis Zwickau.

## Geschichte

### Überblick
Das heutige Bad Schlema setzt sich aus den vormals selbstständigen Gemeinden Niederschlema und Oberschlema zusammen. Deren Zusammenlegung erfolgte 1958. Die nach der deutschen Wiedereinigung, 1994 in die damalige Gemeinde Schlema eingemeindete Ortschaft Wildbach wurde zum 1. Januar 2019 ein offizieller eigener Ortsteil der fusionierten Stadt Aue-Bad Schlema.

### Vom Mittelalter bis ins 19. Jahrhundert

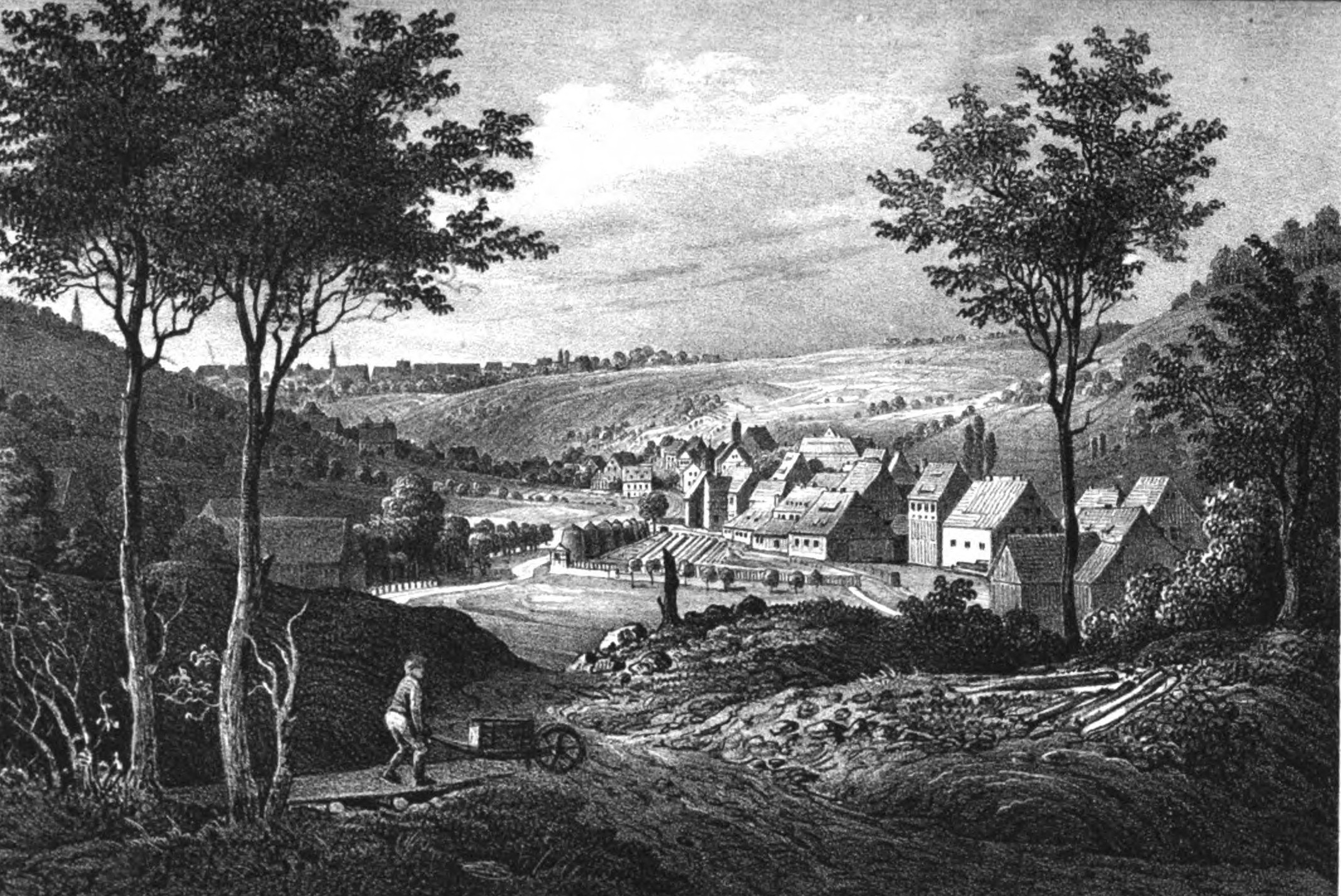
Blaufarbenwerk zu Oberschlema, Lithographie 1841

Die beiden etwa 800 Jahre alten Schlematalgemeinden wurden durch den jahrhundertelangen Bergbau auf Eisen, Kupfer (besonders auf der Grube König David am Gleesberg), Silber und Uran bekannt. In unmittelbarer Nachbarschaft der Bergstadt Schneeberg entstanden im Schlematal Hammerwerke und Schmelzhütten zur Verarbeitung des Erzes. 2016 entdeckten Montanarchäologen des ArchaeoMontan-Projektes beim Landesamt für Archäologie Sachsen in einer untertägigen Radstube unter Bad Schlema ein einzigartiges Zeugnis des Bergbaus im späten 15. und im frühen 16. Jahrhunderts: die Überreste eines Kehrrades mit einem Durchmesser von 11,5 Metern.
Um das Jahr 1500 wurde zur Entwässerung der Schneeberger und Neustädtler Gruben mit dem Bau des über 40 km langen Marx-Semler-Stollns begonnen. Zur Beschaffung des Grubenholzes für die damals fast baumlose Schneeberger Region legte man zwischen 1556 und 1559 den 16 km langen Schneeberger Floßgraben an, dessen historisches Ende der Zechenplatz in Oberschlema war.
1572 entstand in Oberschlema eine Papiermühle, die sehr hochwertiges Büttenpapier herstellte. Johann Sebastian Bach verfasste Teile seiner Werke auf Schlemaer Papier. Johann Burkhardt gründete 1644 das Blaufarbenwerk Oberschlema, mit später 42 Gebäuden.

### Ab dem 19. Jahrhundert: Industrialisierung
In der Zeit der Industrialisierung waren die Niederschlemaer Fabriken von Gustav Toelle, Ehrler, Leonhardt, Rostosky und Philipp und die Oberschlemaer Unternehmen von Wilisch, Leonhardt, Kenzler (ebenfalls Papierwerk) und Müller deutschlandweit ein Begriff. Blaufarbenwerke wurden nach der Entdeckung der Herstellung der blauen Farbe aus Cobalt errichtet. Das größte Blaufarbenwerk der Welt entstand hier. Während in Oberschlema die Buntpapierindustrie, das Stickereiwesen und ein Emaillierwerk vorherrschten, siedelten sich in Niederschlema der Maschinenbau, die Papier- und die Textilindustrie an. Niederschlema erhielt 1858 einen Bahnhof an der Bahnstrecke Zwickau–Schwarzenberg. Ein Jahr später zweigte hier die Schlematalbahn in Richtung Schneeberg-Neustädtel ab, wodurch auch Oberschlema Bahnanschluss erhielt. Im Jahr 1909 wurden 2522 Einwohner in Niederschlema und 2563 Einwohner in Oberschlema registriert.

### Ab dem 20. Jahrhundert: Kurbetrieb

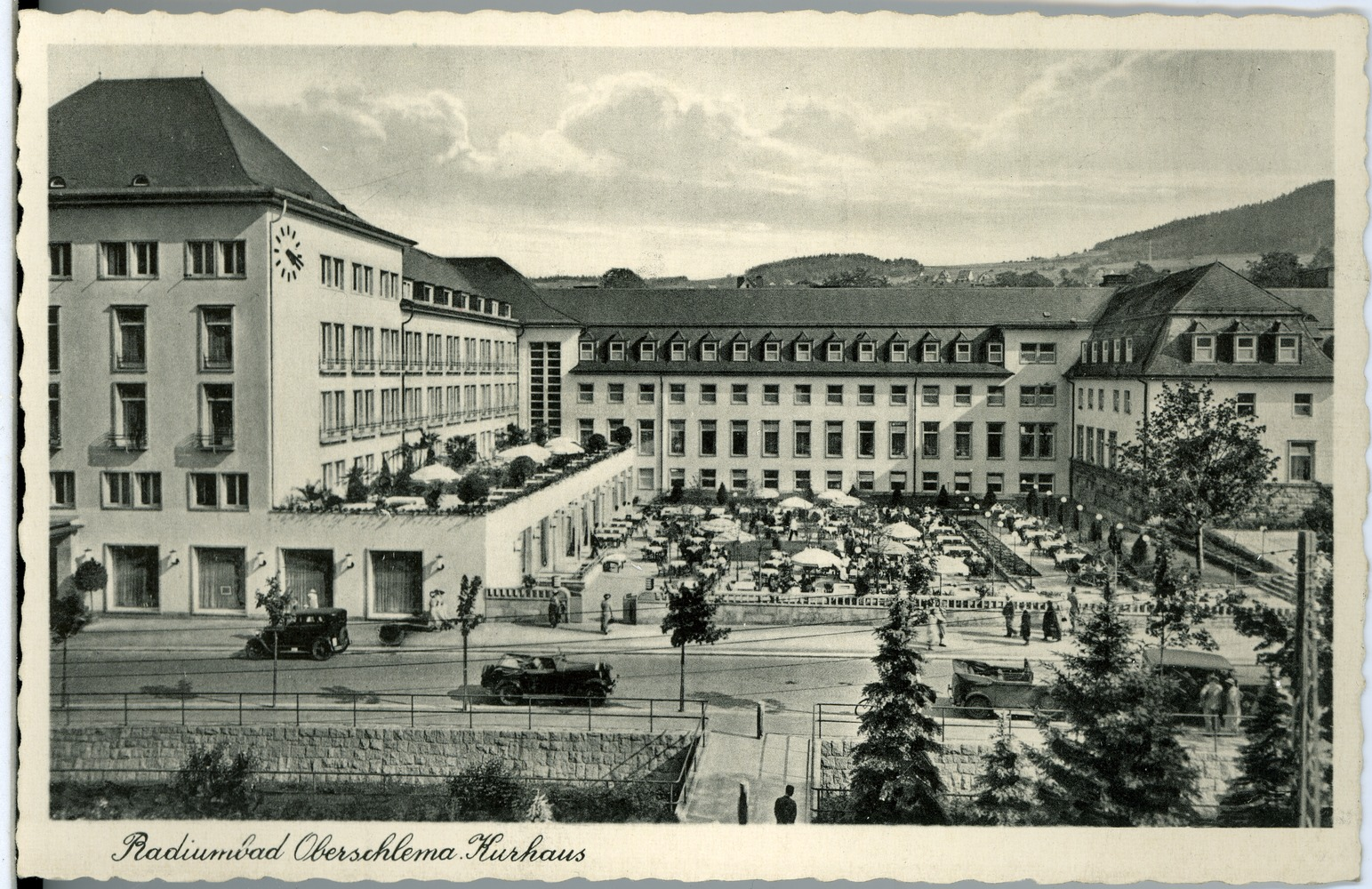
Historisches Kurhaus von Radiumbad Oberschlema (1936)

Als in den Jahren 1908 bis 1912 im Oberschlemaer Marx-Semler-Stolln starke Radonquellen erschlossen werden konnten, entwickelte sich nach 1918 rasch das stärkste Radiumbad der Welt. Die Badverwaltung warb mit Bade-, Trink- und Einatmungskuren (Emanation) und dem Versand radioaktiver Wässer zu Trinkkuren. Nur zehn Jahre nach seiner Gründung gehörte es zu den bedeutendsten deutschen Kurorten (über 17.000 Kurgästen im Jahr 1943). Ab dem 31. Oktober 1924 durfte die Gemeinde Oberschlema, mit Zustimmung des Innenministeriums, den Titel „Radiumbad Oberschlema“ führen.

### Vom Beginn des Uranbergbaus 1946 bis zur politischen Wende 1990
Mit der im Jahr 1946 erfolgten Aufnahme des Uranerzbergbaues durch das Objekt 02 der späteren Wismut AG wurde der Kurort Radiumbad Oberschlema zu seinem frühen Bergbauzentrum im Westerzgebirge. Infolge des oberflächennahen Abbaues des begehrten Urans begann ab 1949 die großflächige Absenkung des Oberschlemaer Talbereiches. So mussten ab Mai 1952 alle Gebäude des Ortskerns mit Kirche, Gemeinde- und Kurzentrum abgebrochen werden. Die Flächen wurden der Natur überlassen bzw. als Hilfsflächen für den Uranbergbau genutzt. Die Stilllegung der Bahnlinie erfolgte am 1. August 1952. Alle erschlossenen Radonquellen waren nun zerstört und versiegten.
Am 16. Juli 1955 kam es unter Tage zu einem schweren Unglück, bei dem 33 Menschen starben, darunter auch viele Rettungskräfte, und über 100 Personen verletzt wurden.
Der Uranerzbergbau führte dazu, dass am 17. Dezember 1951 der Stadtkreis Schneeberg entstand; das Radiumbad Oberschlema und der Ort Niederschlema wurden Ortsteile. Mit der Auflösung des Stadtkreises am 23. November 1958 wurden beide Orte als Gemeinde Schlema wieder unabhängig und gehörten fortan zum Kreis Aue. Bis 1990 förderte die SDAG Wismut fast 80.000 t reines Uran aus dem Schlema-, Silberbach- und angrenzenden Muldetal.
Im Jahr 1950 begann die damalige Landesregierung in Oberschlema mit dem Bau der Frauenklinik des Klinikums Aue. Drei Jahre später erfolgte die Inbetriebnahme. 1972 wurde die Außenstelle durch die Aufnahme der HNO- und Augenklinik erweitert.
In Schlema befanden sich die Werkstätten der Abteilung Textilgestaltung der Fachschule für angewandte Kunst Schneeberg.

### Ab der deutschen Wiedervereinigung 1990: Revitalisierung des Kurortes

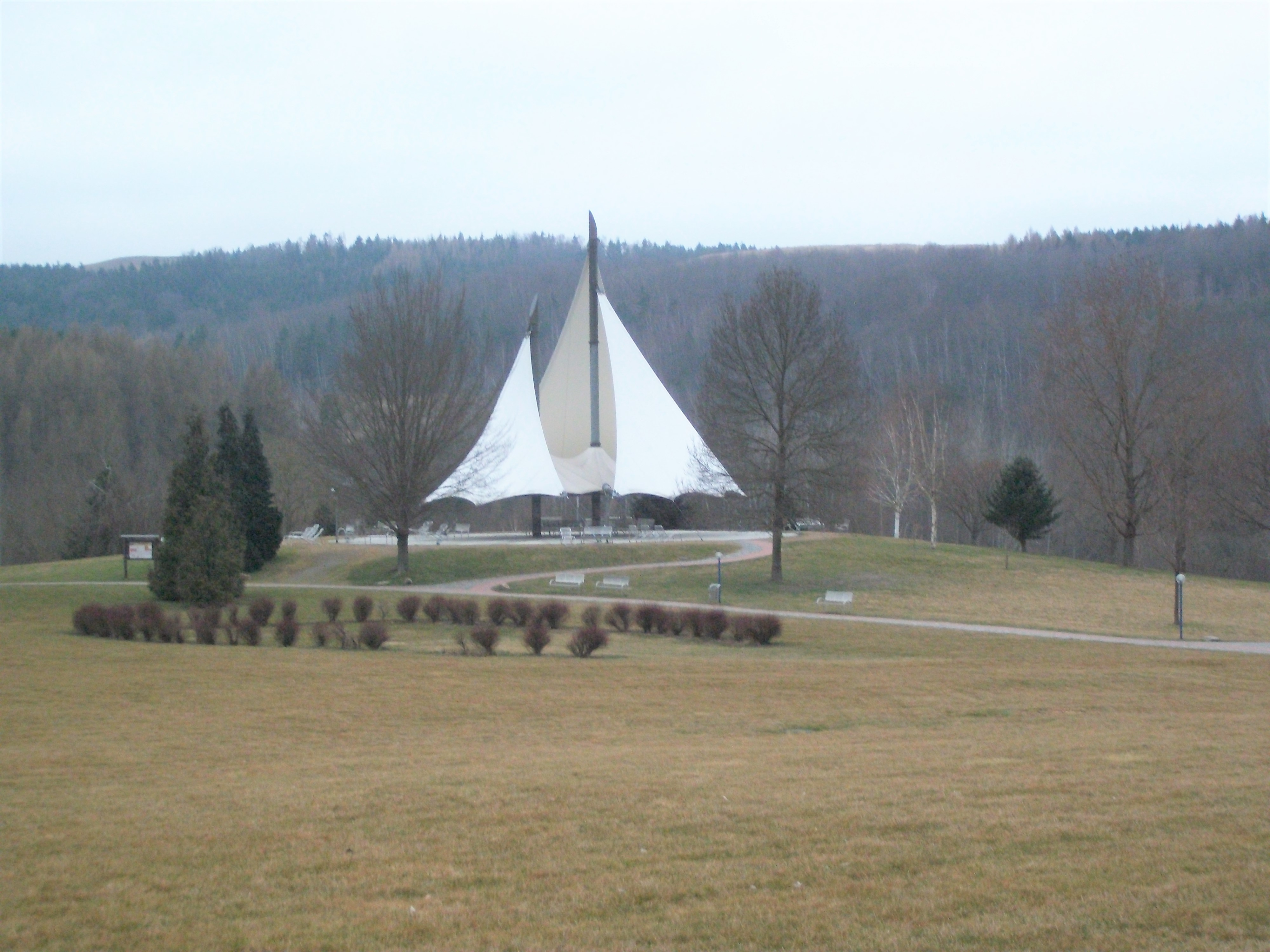
Bad Schlema, Segel im Kurpark

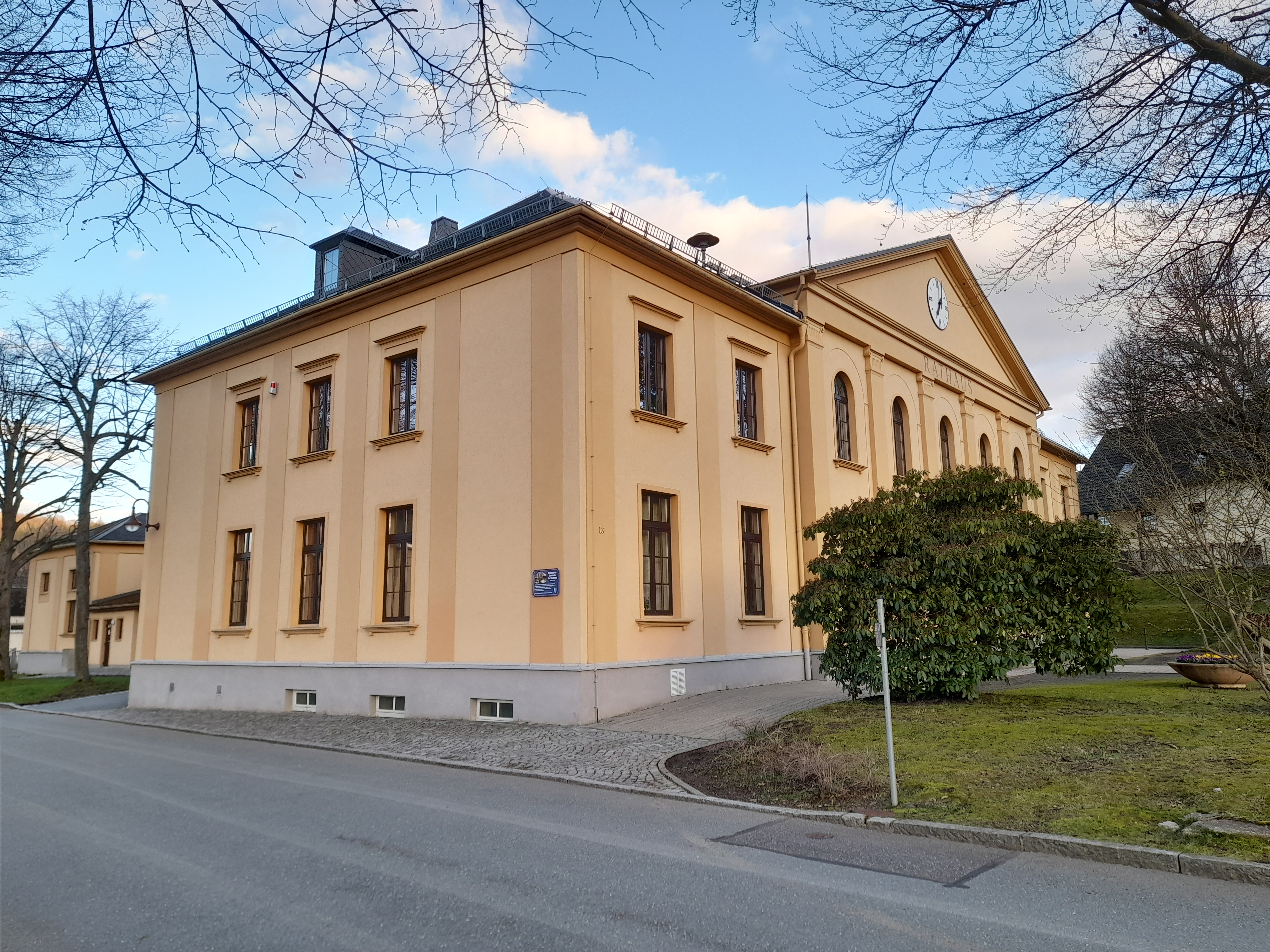
Rathaus Bad Schlema in der Joliot-Curie-Straße 13

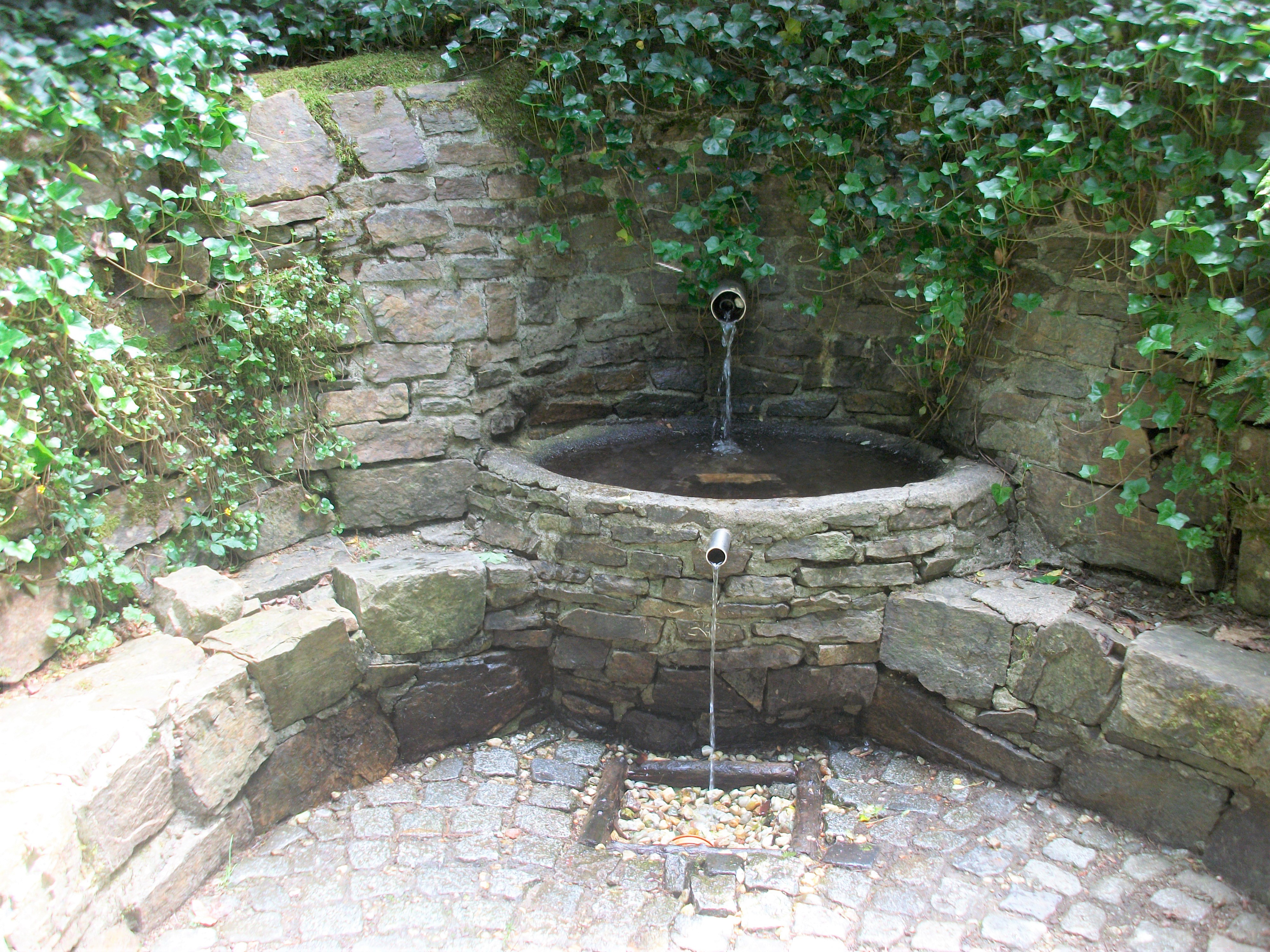
Gleesbergquelle in Oberschlema

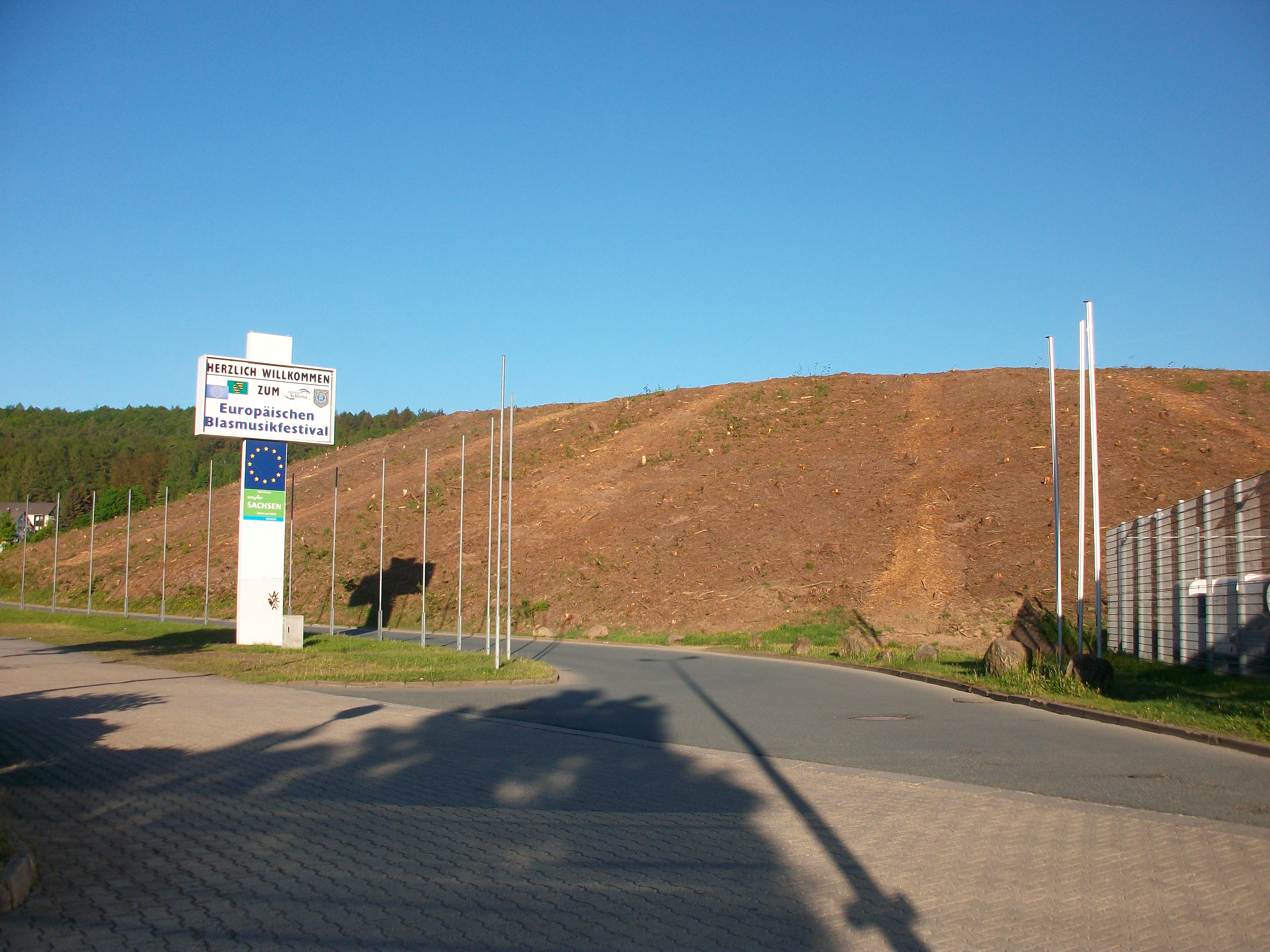
Baumfällung während der Sanierung der Halde 65

Nach dem Ende des Bergbaus 1991 organisierte der ehemalige Schlemaer Bürgermeister Konrad Barth die Wiederbelebung als Kurort, die 1998 mit der Eröffnung des neuen Kurhauses Wirklichkeit werden konnte. Die neu erschlossenen Radonquellen am Gleesberg ermöglichen einen großzügigen Badebetrieb, den täglich bis zu 1000 Gäste im Gesundheitsbad Actinon nutzen.
1994 wurde die Gemeinde Wildbach eingemeindet, Ende 2018 wieder ausgemeindet.
Am 18. Januar 2005 verlieh die sächsische Staatsregierung dem Kurort Schlema das Prädikat Bad, nachdem er bereits seit dem 29. Oktober 2004 anerkanntes Radonheilbad war. Der Ort ist der erste, dem diese Bezeichnung nach 1990 zuerkannt wurde. Bad Schlema ist seit 2023 „staatlich anerkannter Kurort“.
Die durch den intensiven Uranerzabbau am Rande des Ortes entstandenen Halden konnten schrittweise saniert werden, vor allem abgedeckt und neu bepflanzt. Über Bad Schlema hinaus bekannt ist die Halde 65. Deren Sanierung dauerte etliche Jahre (Beginn von 2018) und wurde am 2. Juli 2020 mit einer symbolischen letzten Lkw-Fahrt vor Ort beendet.
Zum 1. Januar 2019 fusionierten Aue und Bad Schlema zur Stadt Aue-Bad Schlema. Bad Schlema und sein bisheriger Ortsteil Wildbach erhielten jeweils den Status eines offiziellen Ortsteils der neu gegründeten Großen Kreisstadt. Sämtliche Bürgerangelegenheiten können sowohl im Rathaus von Bad Schlema als auch im Rathaus Aue erledigt werden. Zusätzlich ist die Ortsverwaltung Wildbach einmal in der Woche besetzt. Am 1. Oktober 2023 wechselte die Postleitzahl von Bad Schlema und Wildbach im Zuge der Einführung einer einheitlichen Postleitzahl für Aue-Bad Schlema von 08301 zu 08280.

### Einwohnerentwicklung
Folgende Einwohnerzahlen beziehen sich auf den 31. Dezember des jeweiligen Jahres mit Gebietsstand Januar 2007:
| 1982 bis 1988 - 1982: 7921 - 1983: 7779 - 1984: 7617 - 1985: 7568 - 1986: 7466 - 1987: 7428 - 1988: 7309 | 1989 bis 1995 - 1989: 6959 - 1990: 6605 - 1991: 6460 - 1992: 6365 - 1993: 6343 - 1994: 6340 - 1995: 6234 | 1996 bis 2002 - 1996: 6189 - 1997: 6249 - 1998: 6227 - 1999: 6088 - 2000: 5849 - 2001: 5737 - 2002: 5649 | 2003 bis 2009 - 2003: 5595 - 2004: 5549 - 2005: 5493 - 2006: 5451 - 2007: 5363 - 2008: 5299 - 2009: 5229 | 2012 bis 2017 - 2012: 4991 - 2013: 4940 - 2014: 4866 - 2015: 4848 - 2016: 4863 - 2017: 4777 |

Quelle: Statistisches Landesamt des Freistaates Sachsen

### Frauenklinik Schlema
Von 1953 bis 2000 wurden in der Frauenklinik Schlema 57.479 Kinder geboren. Im Jahre 2000 zogen die Frauen-, Augen- und HNO-Klinik in den Neubau des Helios-Klinikums auf dem Zeller Berg in Aue um. Die Gebäude in Schlema wurden 2009 abgerissen.

## Religionen
Jeder der drei ehemaligen Bad Schlemaer Ortsteile besitzt eine eigene evangelisch-lutherische Kirche, welche zum Kirchspiel Bad Schlema gehört:
- Die Pfarrkirche im Ortsteil Wildbach wurde zwischen 1804 und 1806 gebaut und war lange Zeit die Hauptkirche der ehemals schönburgischen Orte Wildbach und Langenbach.

- Die Martin-Luther-Kirche in Niederschlema wurde 1898–1899 erbaut und bildete bis ins 20. Jahrhundert ein Kirchspiel mit den Kirchgemeinden Oberschlema und Klösterlein Zelle (inzwischen Ortsteil von Aue).

- Die alte Kirche von Oberschlema wurde 1573 errichtet und war über Jahrhunderte Hauptkirche der Parochie. Sie musste aufgrund uranbergbaulicher Senkungserscheinungen Anfang der 1950er Jahre gesperrt werden und wurde in der Folgezeit abgerissen. Oberschlema erhielt daraufhin mit der Auferstehungskirche die einzige in der DDR komplett staatlich geförderte Kirche. Während der Bauzeit der Auferstehungskirche erhielt die Gemeinde eine hölzerne Kirchenbaracke des Typs Haus der Kirche aus dem Notkirchenprogramm von Otto Bartning (Bartning-Notkirche, Typ D).[7] Diese Baracke wurde nach Fertigstellung der Auferstehungskirche 1952 in die Bergbausiedlung Schneeberg-Wolfgangmaßen versetzt und dient seit 1959 der Gemeinde in Auerhammer und Neudörfel als Kirche. Das Geläut der Auferstehungskirche wurde im Jahr 2013 ausgebaut und im Kurpark des Ortes gesondert aufgestellt (siehe rechtes Bild).

Die Landeskirchliche Gemeinschaft Bad Schlema hat ihr Gemeinschaftshaus in Niederschlema. In Wildbach trifft sich die Landeskirchliche Gemeinschaft im Pfarrhaus der Kirchgemeinde Wildbach.

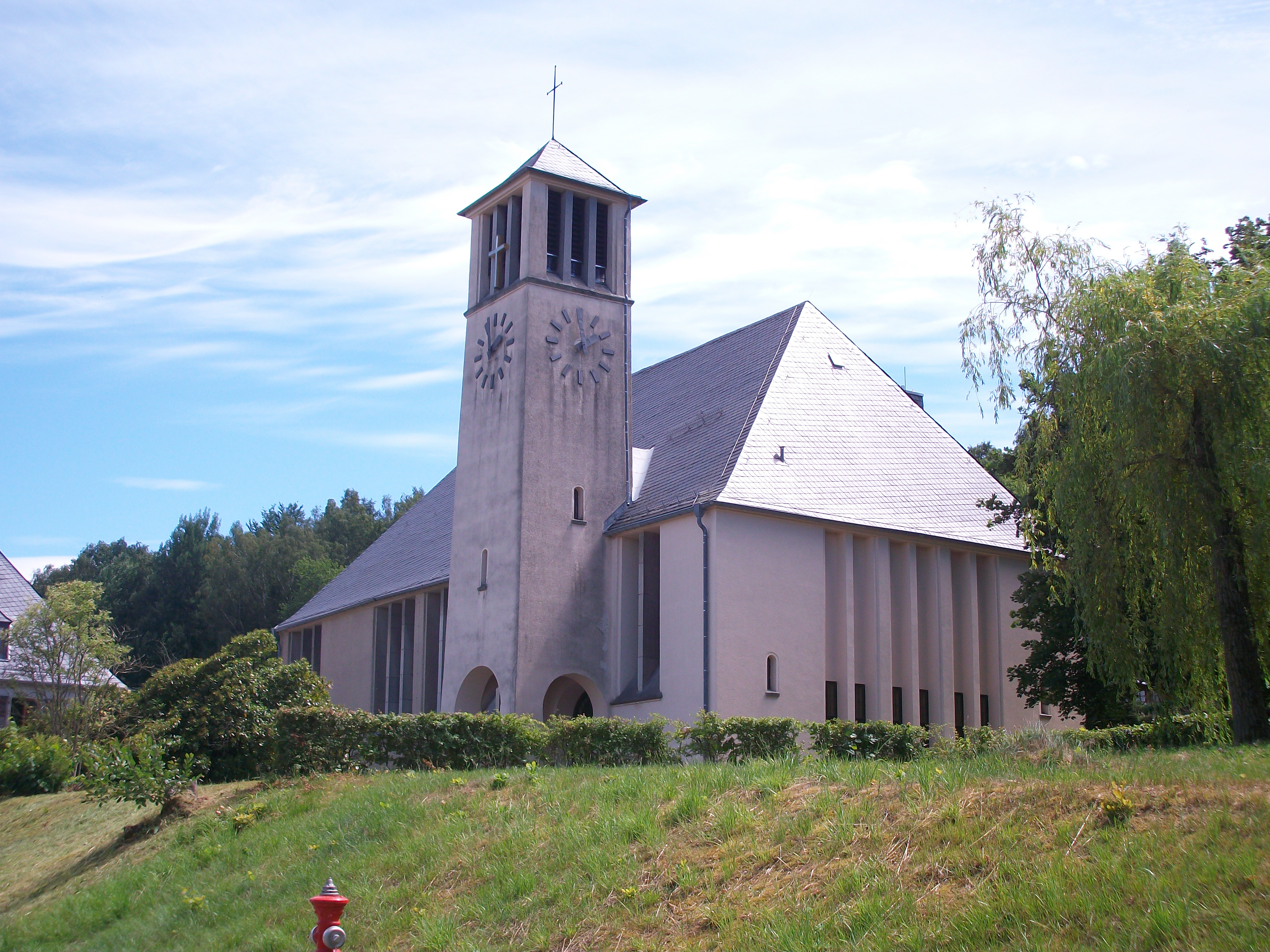
Auferstehungskirche in Oberschlema
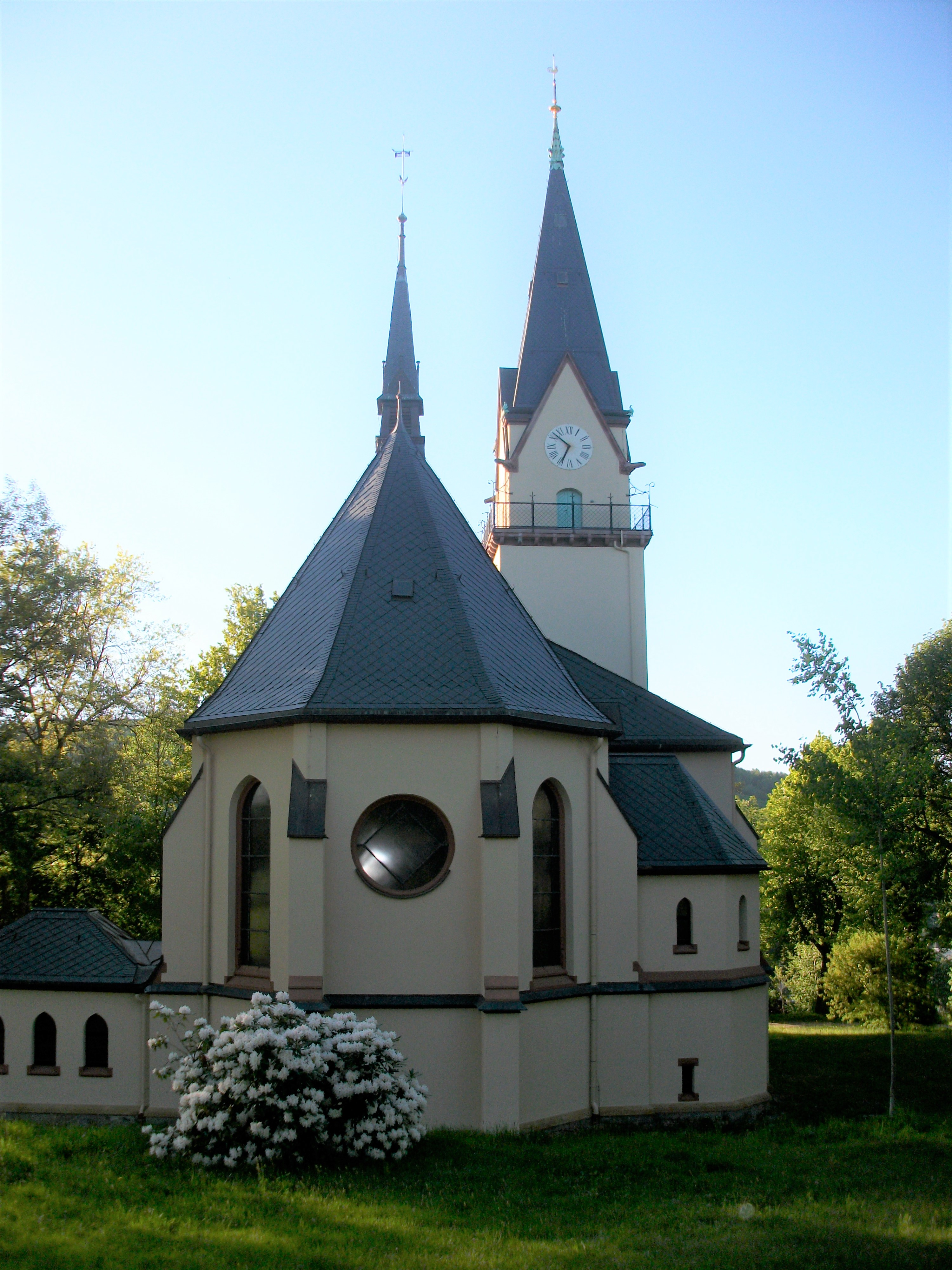
Martin-Luther-Kirche Niederschlema
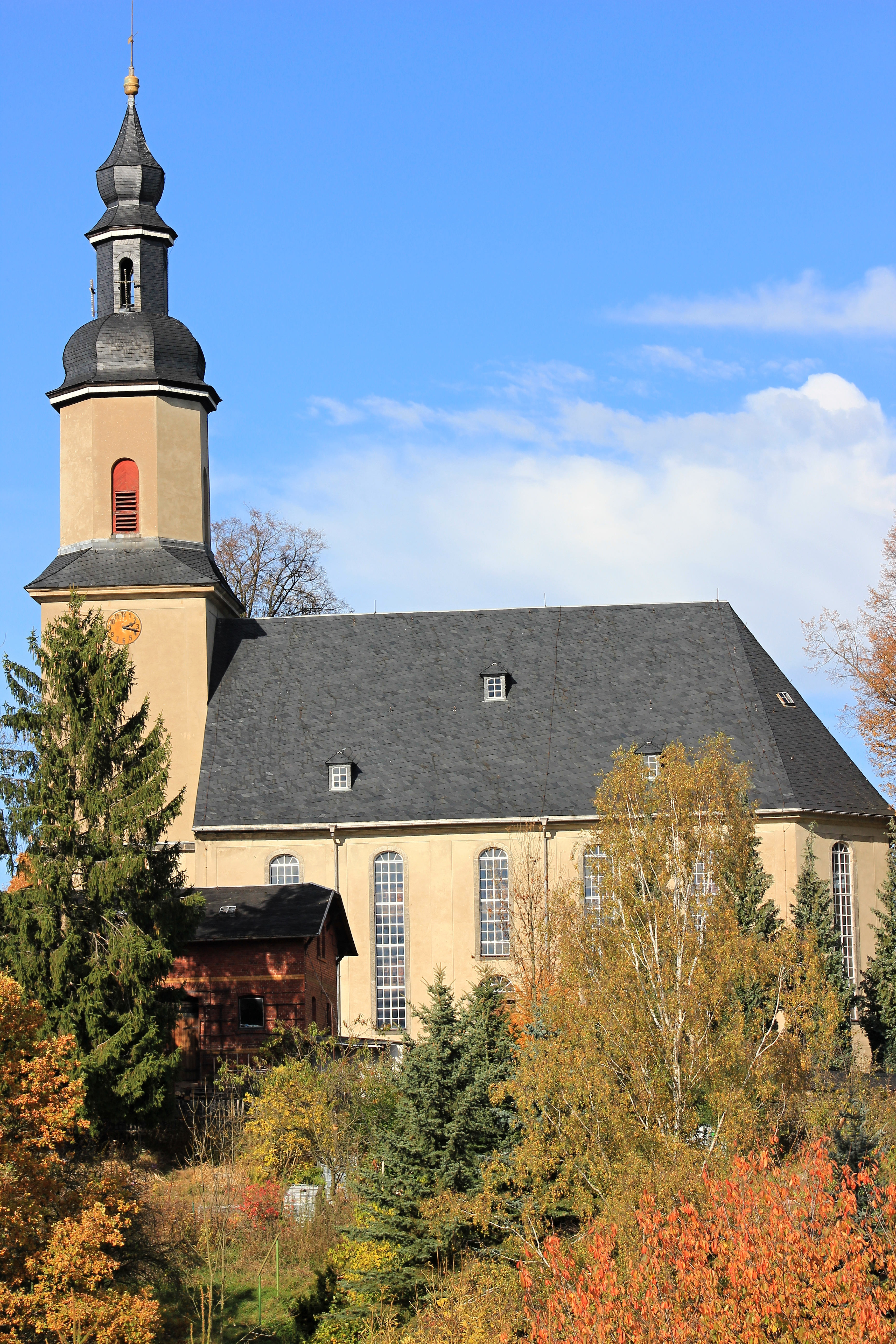
Kirche von Wildbach
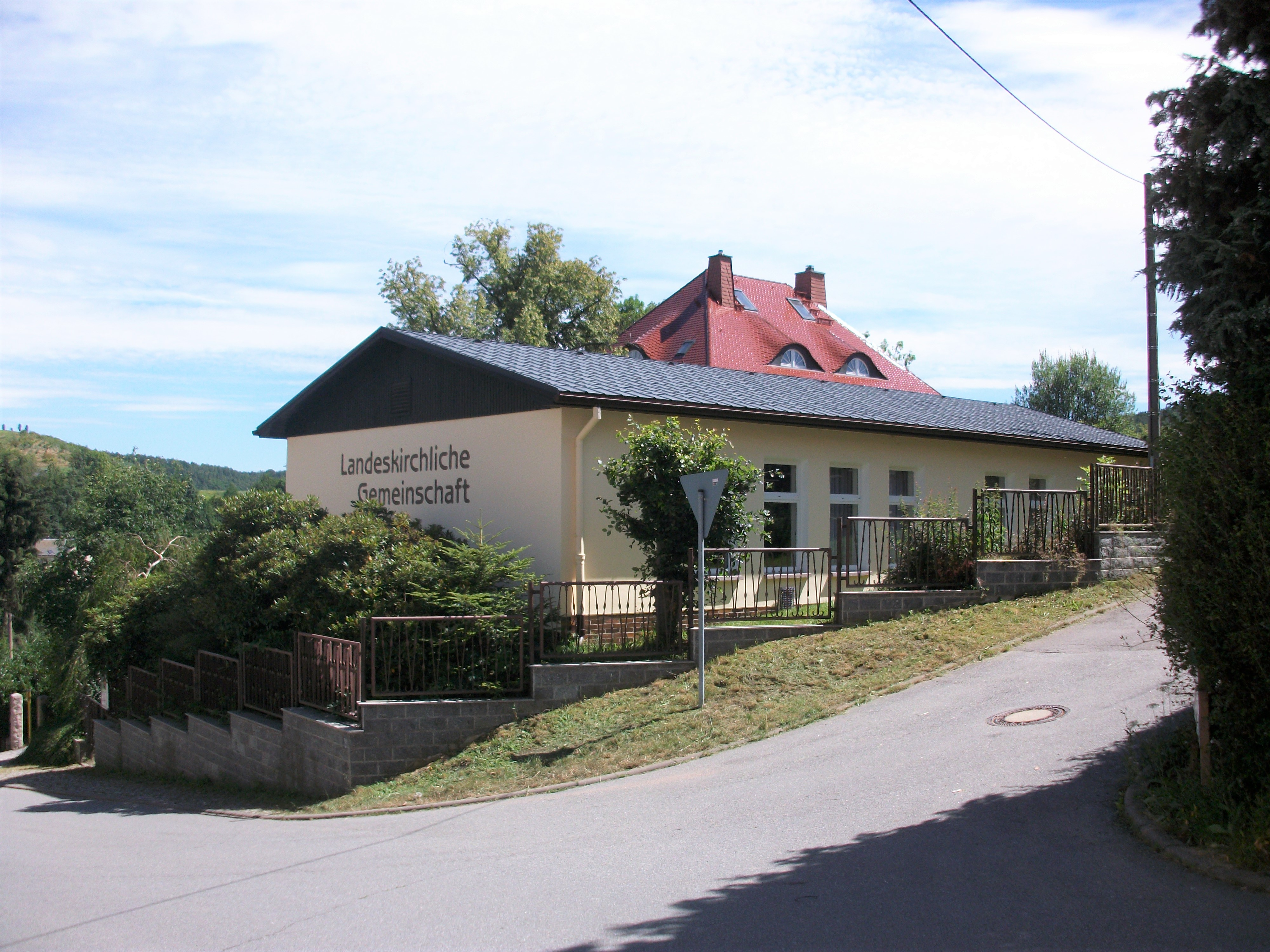
Landeskirchliche Gemeinschaft in Niederschlema
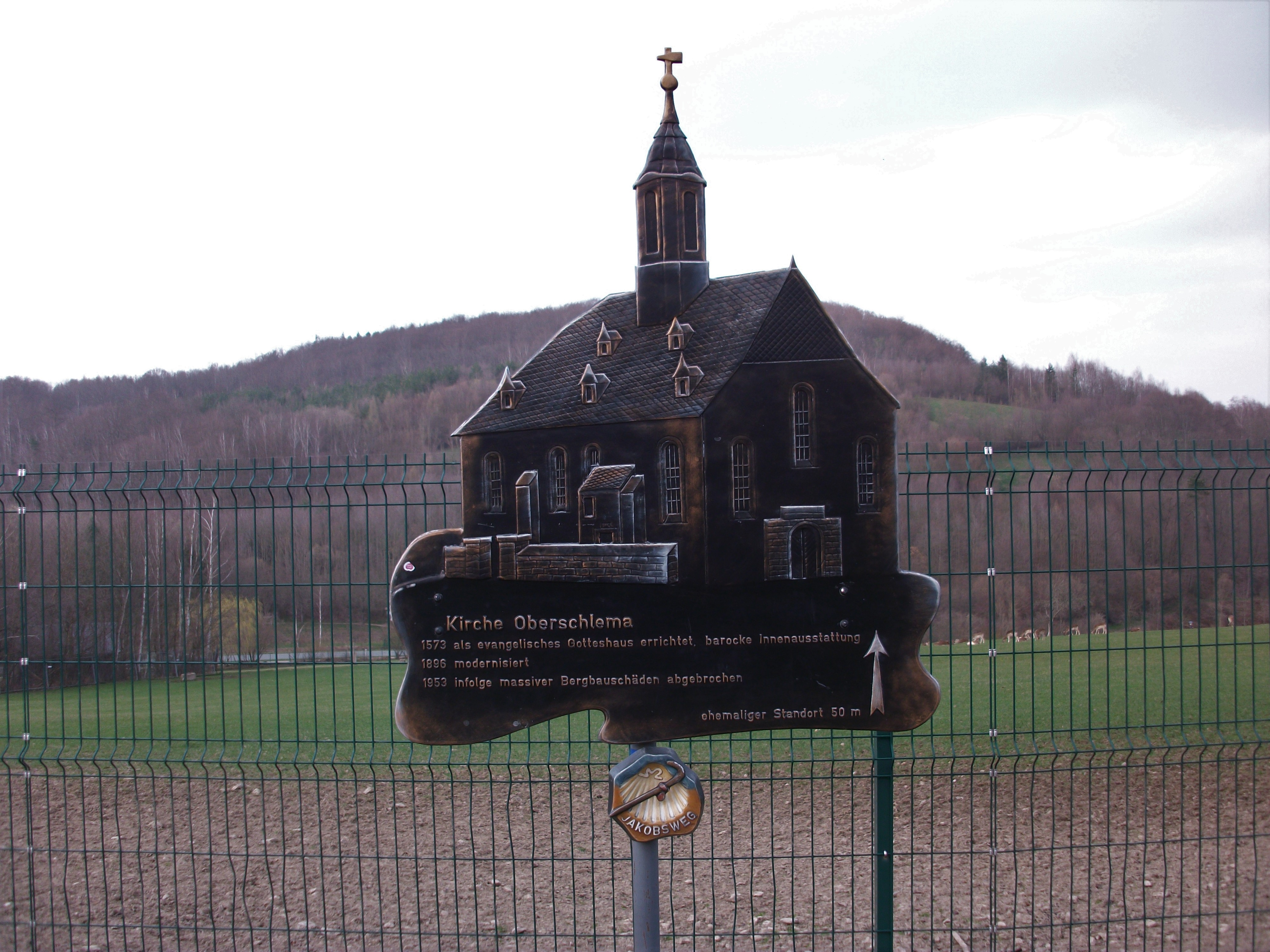
Infotafel zur ehemaligen Kirche Oberschlema
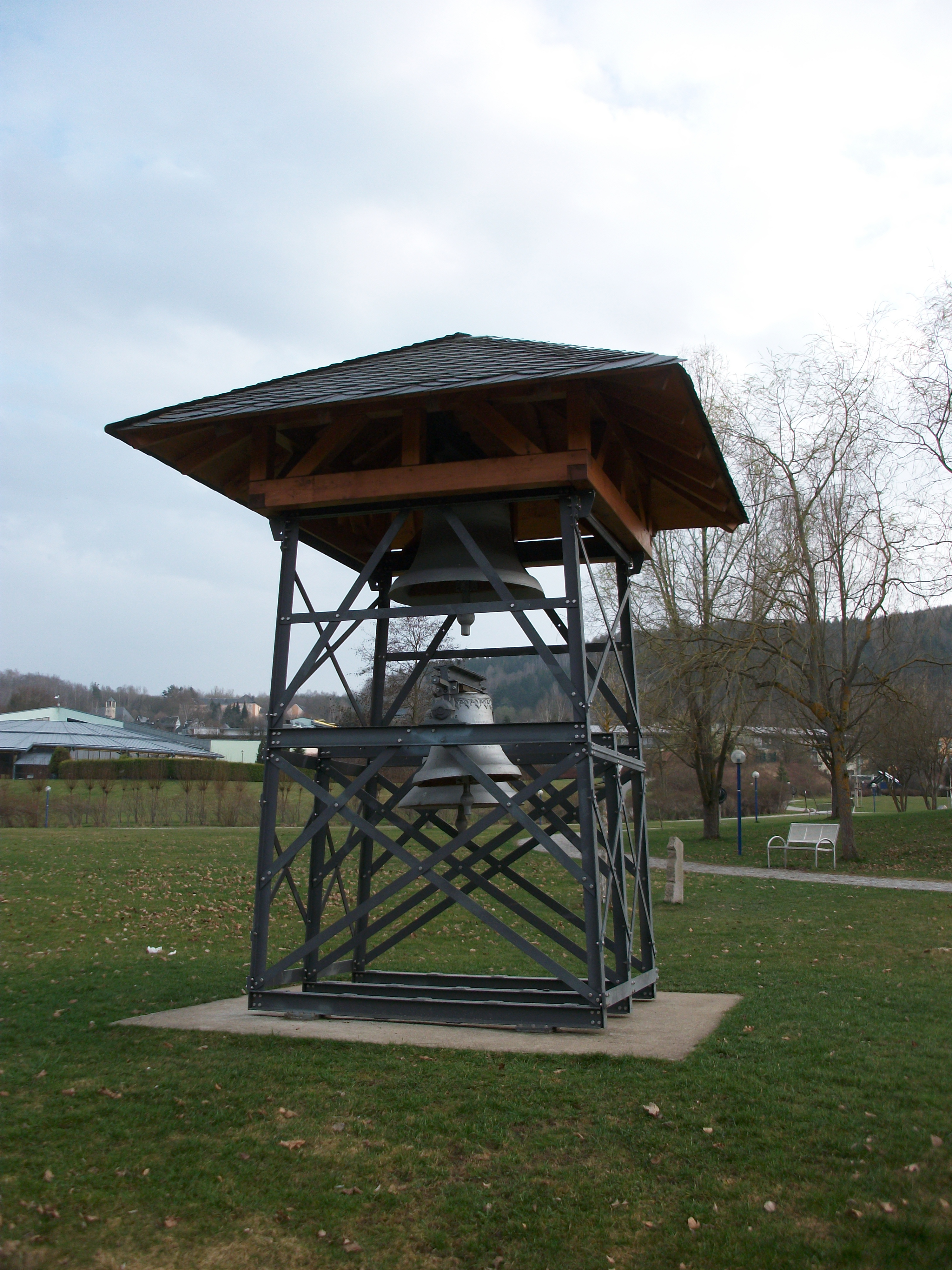
Glockenturm mit Geläut der ehemaligen Kirche Oberschlema

Die Katholiken des Ortes sind nach Aue gepfarrt, sie gehören zur Kirchgemeinde Mater Dolorosa.

## Politik

### Zusammenschluss mit einer Nachbarstadt
Bürgermeister Jens Müller und der Stadtrat betrieben den freiwilligen Zusammenschluss Bad Schlemas mit Aue zum 1. Januar 2019, nachdem das Großprojekt Silberstadt vorerst nicht zustande gekommen war. Diesem Vorhaben haben auch der Oberbürgermeister und die Stadträte von Aue zugestimmt. Neben den Finanzproblemen Bad Schlemas ist ein Grund für den Zusammenschluss auch die Entwicklung der Einwohnerzahl. Seit 1990 sank die Zahl in Schlema um 1.725 auf nunmehr 4.800. Aues Bewohnerzahl ging von 30.000 auf nur noch 16.200 zurück. Der zwischen den Verwaltungen beider Städte ausgehandelte Vertrag war interessierten Einwohnern öffentlich zugängig. Bei Informationsveranstaltungen vertraten Bürger Schlemas auch die Option einer Vereinigung mit Schneeberg statt mit Aue. Eine der Befürchtungen war, die Interessen Schlemas könnten in der größeren Einheit nicht hinreichend zum Zuge kommen. Auf Grund der höheren Einwohnerzahl bekäme die zusammengeschlossene Stadt Aue-Bad Schlema vom Land Sachsen etwa eine Million Euro mehr an Schlüsselzuweisungen nach dem Finanzausgleichsgesetz.
Trotz aller Bedenken wurde der Zusammenschluss mit Aue 2018 amtlich vollzogen.

### Gemeinderat
Im letzten eigenständigen Gemeinderat, festgelegt bei der Gemeinderatswahl am 25. Mai 2014 verteil(t)en sich die 18 Sitze folgendermaßen auf die einzelnen Gruppierungen:
- Freie Wähler Erzgebirge (FWE): 9 Sitze
- CDU: 4 Sitze
- LINKE: 3 Sitze
- SPD: 1 Sitz
- NPD: 1 Sitz

### Ortspartnerschaft
Bad Schlema unterhält eine Partnerschaft mit Rechberghausen in Baden-Württemberg.

## Wirtschaft und Infrastruktur

### Angebote
Entsprechend der historischen Entwicklung des Ortes gibt es zahlreiche Kur-, Bade- und Schönheitseinrichtungen. Tourismus ist ein bedeutender Wirtschaftsfaktor. Kleinere Bauunternehmen und Service-Dienstleister spielen auch noch eine Rolle.

### Verkehr

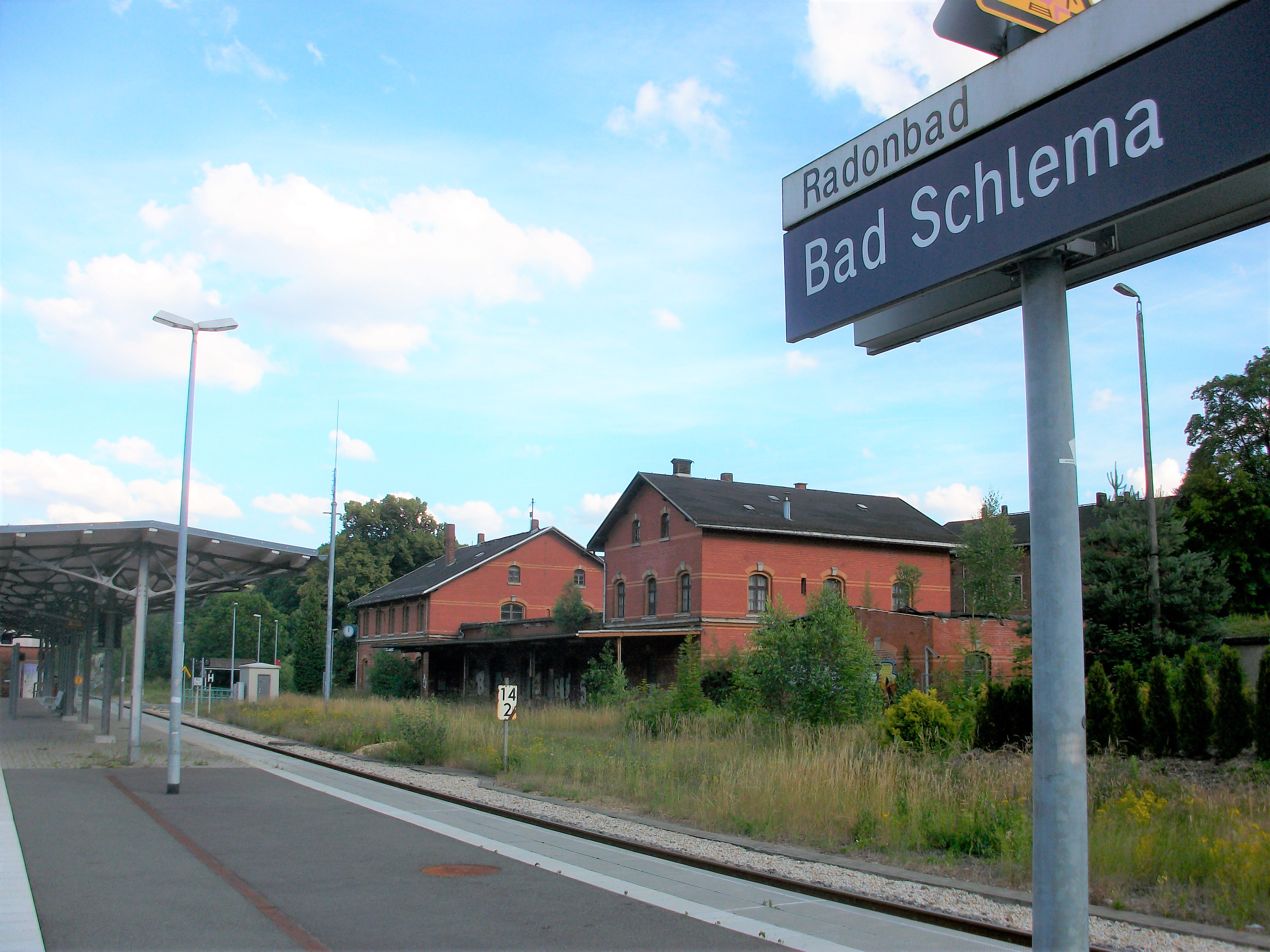
Bahnhof Bad Schlema, Empfangsgebäude und neue Stationsbezeichnung (2016)

Durch den Ortsteil Oberschlema verläuft die Bundesstraße 169.
Mit dem Bahnhof Bad Schlema (früher: Schlema unt Bf) hat der Ort Anschluss an die Bahnstrecke Schwarzenberg–Zwickau.
Von 1859 bis 1952 führte die Schlematalbahn durch den Ort nach Schneeberg-Neustädtel. Aufgrund der durch den Bergbau verursachten Senkung des Gleisbettes um einen Meter wurde ab dem 7. April 1952 der Personenverkehr und zum 1. August 1952 auch der Güterverkehr zwischen Oberschlema und Schneeberg eingestellt. Nach dem Ende des Personenverkehrs zwischen Niederschlema und Oberschlema hatte die Strecke ab 1960 nur noch für den Güterverkehr Bedeutung. Dieser endete 1993; die Gesamtstilllegung folgte zum 6. Juni 1996. 1998 wurden alle Gleise entfernt und in den Folgejahren ein Eisenbahnlehrpfad angelegt.

### Bildungseinrichtungen
Im Ortsbereich Niederschlema befindet sich eine staatliche Grundschule und eine private Oberschule. Oberschlema besaß bis in die 1990er Jahre eine eigene Grundschule. Das Landesbildungszentrum des Sächsischen Dachdeckerhandwerks e. V. befindet sich ebenfalls in Bad Schlema.

## Kultur und Sehenswürdigkeiten

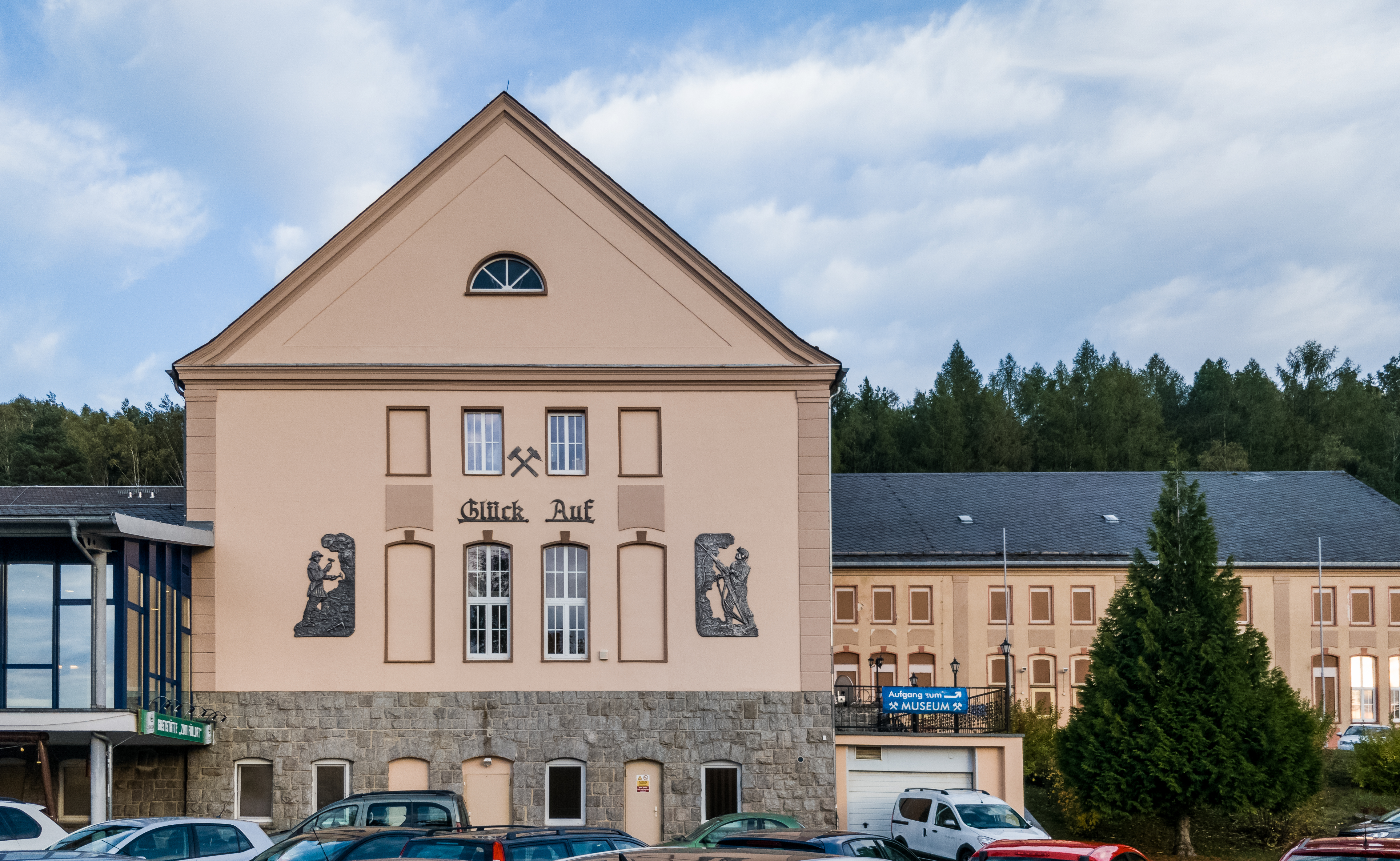
Kulturhaus Aktivist

### Gedenkstätten
- Mit einer Gedenkstätte am Kohlweg im Ortsbereich Niederschlema wird an 83 KZ-Häftlinge erinnert, die bei einem Todesmarsch des Außenlagers Mülsen–St. Micheln des KZ Flossenbürg im April 1945 von SS-Männern ermordet wurden. Gleichzeitig wird an der Gedenkstätte, die 1973 durch Kurt Teubner umgestaltet wurde, der 18 sowjetischen Staatsbürger gedacht, die auch hier ihr Leben verloren haben.
- Der Biedenkopfstein auf dem Hammerberg würdigt das Engagement des Ehepaares Ingrid und Kurt Biedenkopf um die Wiedergeburt eines Heilbades Schlema.
- Gedenksteine auf dem Friedhof im Ortsteil Wildbach erinnern an die Wildbacher Männer, die in den Weltkriegen gefallen sind. Die Gedenkstätte für die Niederschlemaer Gefallenen wurde 1945 und die für die Oberschlemaer Kriegstoten 1953 zerstört und nicht wieder aufgebaut.
- Im Richard-Friedrich-Park nahe dem Kurhaus erinnert ein Stein an den geistigen Vater des alten Radiumbades Oberschlema, den Werkbaumeister Richard Franz Friedrich. Zwei angesetzte Tafeln würdigen den Einsatz verdienter Personen um die Renaissance des Bades nach 1990.
- Im Ehrenhain auf dem Gelände des ehemaligen Schachtes 250 steht eine halbe Förderscheibe mit Gedenktafel, um an die verunglückten Bergleute beim schwersten Grubenunglück (33 Tote) des Uranbergbaus in der DDR im Juli 1955 zu erinnern.

### Museen
- Besucherbergwerk Bad Schlema

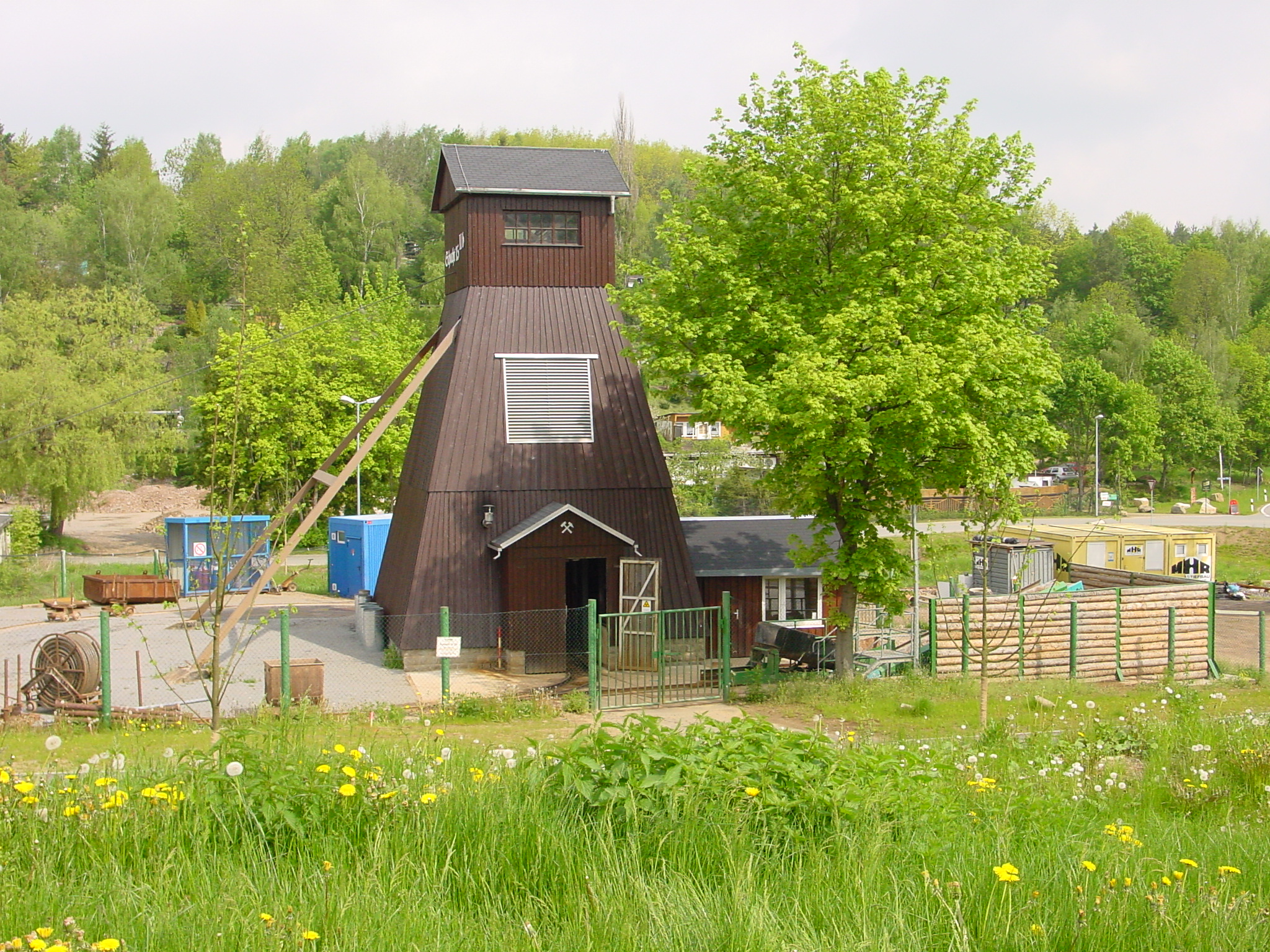
Besucherbergwerk Markus-Semmler-Stollen

- Museum Uranbergbau – Traditionsstätte des Sächsisch-Thüringischen Uranerzbergbaus[11]
- Verein der Feuerwehr-Oldtimer Schlema e. V. (Lindenweg 3)

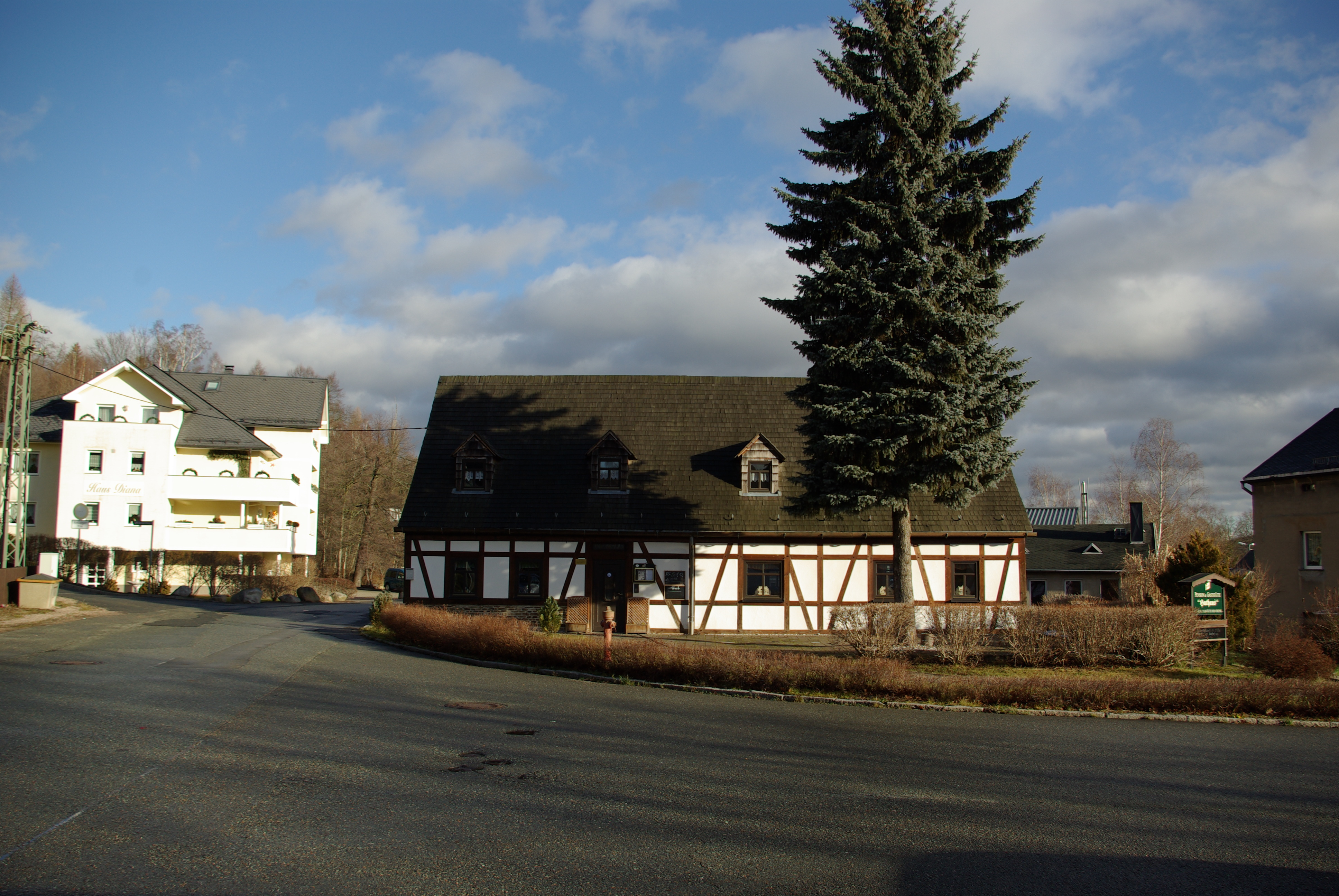
Historisches Ende des Floßgrabens am Zechenplatz Oberschlema

### Musik
- Silberbach-Chor
- Bergmannsblasorchester Kurbad Schlema e. V.
- Musikbrunnen am Kurpark

### Parks

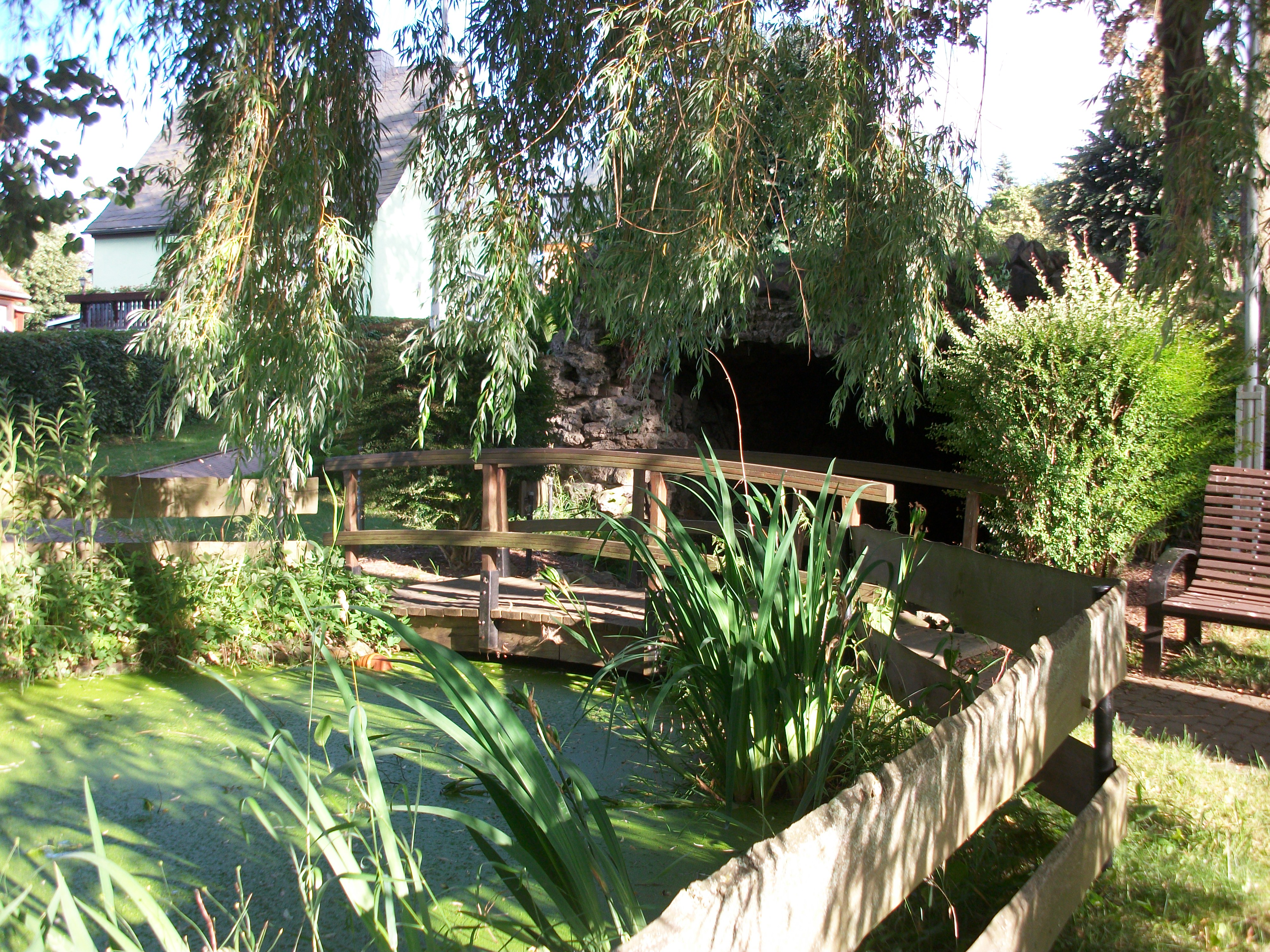
Richard-Friedrich-Park, Grotte

- Kurpark, u. a. mit Planetenwanderweg, Sonnensegel, Damwildgehege, Floßgraben
- Richard-Friedrich-Park mit Findling und Grotte

### Regelmäßige Veranstaltungen (Auswahl)

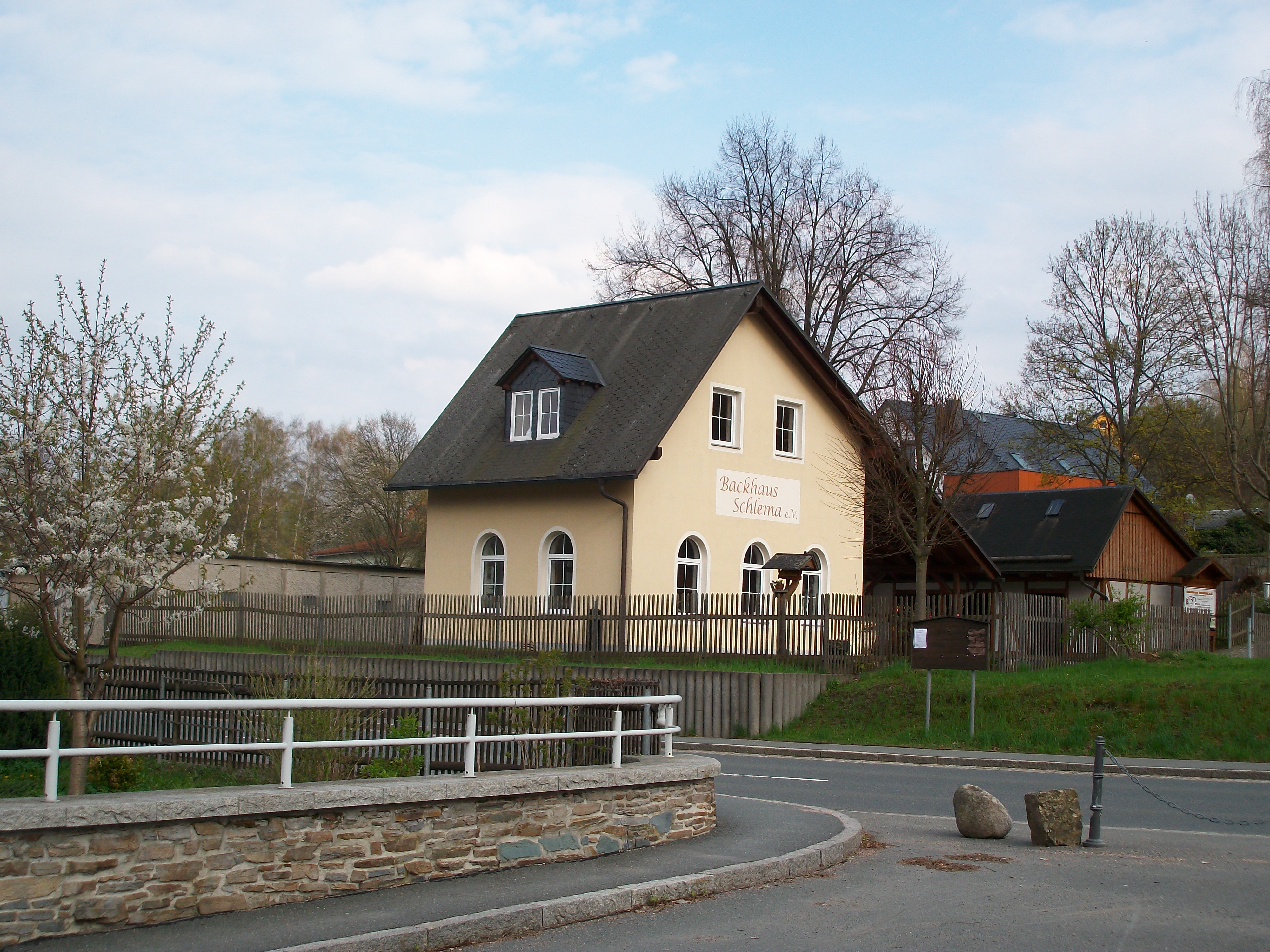
Backhaus Schlema in Oberschlema

Im Jahr 1996 organisierte das Bergmannsblasorchester Bad Schlema im Ort erstmals das Internationale Blasmusikfestival. Das seitdem jährlich im September stattfindende Fest wird von mehreren Orchestern abwechselnd auf zwei Bühnen bestritten. Mehrere Tausend Besucher erfreuen sich regelmäßig an der Veranstaltung.
Das im Bild gezeigte Backhaus ist ein historisches Pumpenhaus, das auf Initiative des Vereins Backhaus Schlema e. V. zu einer Bäckerei umgebaut und mit einem nach alten Vorlagen gestalteten Lehmbackofen ausgestattet wurde. Der im Jahr 2003 gegründete gemeinnützige Verein, der anfangs aus 13 Mitgliedern bestand, und nun bereits 34 Mitglieder umfasst, betreibt das Backhaus. Hier finden regelmäßig öffentliche Schaubackveranstaltungen statt, zum Beispiel das Osterbacken und das Backhausfest. Ein Gastraum steht auch für private Zwecke zur Verfügung.
Seit 1998 wird jeweils am Wochenende nach dem 3. Oktober das Quell- und Weinfest veranstaltet. Alle zwei Jahre (gerades Jahr) bildet die Wahl der Repräsentantin des Kurortes – das Bad Schlemaer Brunnenmädchen – den Höhepunkt des Festes. Diese junge Frau hat die ehrenamtliche Aufgabe, den Kurort auf verschiedenen Veranstaltungen zu repräsentieren, z. B. auf Messen und Festen in ganz Deutschland und darüber hinaus.
Seit dem 1. Januar 1999 gestaltet die Kammerphilharmonie Miriquidi (Miriquidi steht für die mittelalterliche Bezeichnung des Erzgebirges) jedes Jahr im Kulturhaus Aktivist ein Neujahrskonzert. Unter Mitwirkung von Opernsängern und seit 2004 auch mit dem Silberbachchor Bad Schlema werden Operettenmelodien und Ausschnitte aus Opern dargeboten.

## Persönlichkeiten (Auswahl)

### Söhne und Töchter von Bad Schlema
- Richard Hauck (1880–1947), Heimatkundler und sächsischer Staatspreisträger
- Lothar Wendler (1927–2016), Kommunalpolitiker und Heimatforscher, 
geboren in Wildbach
- Siegfried Klotz (1939–2004), Maler
- Günter Knoblauch (* 1940), Ingenieur, Autor und Bürgerrechtler
- Monika Geilsdorf (* 1949), Malerin der Leipziger Schule
- Jürgen Körner (* 1953), Fußballspieler
- Wolfgang Körner (1953–2024), Fußballspieler
- Hans-Jürgen Beier (* 1956), Prähistoriker und Verleger
- Wolfgang Schmiedt (* 1959), Musiker
- Knut Ringat (* 1960), Verkehrsingenieur
- Sören Schlegel (* 1960), Leichtathlet (Sprinter)
- Karsten Speck (* 1960), Entertainer und Schauspieler
- Erwin Stache (* 1960), Klangkünstler, Komponist, Musiker und Objektbauer
- Tom Breck (* 1961), Kraftjongleur
- Sebastian Günther (* 1961), Islamwissenschaftler
- Michael Klonovsky (* 1962), Journalist, Schriftsteller
- Steffi Martin (1962–2017), Rennrodlerin
- Rico Gebhardt (* 1963), Politiker (Die Linke)
- Robert Bär (* 1964), Musikpädagoge
- Dyrck Schneidenbach (* 1964), Ingenieur und Politiker (CDU)
- Mike Fuhrig (* 1965), Handballspieler
- Steffen Krauß (1965–2008), Fußballspieler
- Ulf Leonhardt (* 1965), Physiker
- Henning Schmiedt (* 1965), Musiker
- Oliver Titzmann (* 1966), Gymnasiallehrer, Regionalhistoriker und Kommunalpolitiker (Freie Wähler)
- Birk Anders (* 1967), Biathlet
- Wolfgang Wetzel (* 1968), Politiker (Bündnis 90/Die Grünen), MdB
- Michael Harbauer (* 1969), Direktor des Internationalen Filmfestivals
- Tino Licht (* 1969), Philologe
- Ricco Groß (* 1970), Biathlet
- Saskia Fischer (* 1971), Schriftstellerin
- Jörg Felgner (* 1972), Politiker (SPD)
- Ronny Rockel (* 1972), Bodybuilder
- Erik Göthel (* 1973), Handballspieler
- Ronny Thielemann (* 1973), Fußballspieler und -trainer
- Michael Leutert (* 1974), Politiker (Die Linke)
- Diana Näcke (* 1974), Regisseurin
- Anija Seedler (* 1974), Künstlerin
- Michael Wetzel (* 1975), Historiker und Fachautor
- Ally Storch (* 1976), Musikerin
- Johannes Unger (* 1976), Organist
- Thomas Hennig (* 1977), Politiker (CDU), Landrat des Vogtlandkreises
- Swen Enderlein (1978–2004), Endurosportler
- Enrico Kern (* 1979), Fußballspieler
- Annett Jalowi, geborene Finger (* 1981), Triathletin, Europameisterin
- Holger Jungnickel (* 1985), Kameramann
- Marco Neubert (* 1987), Endurosportler
- Denise Herrmann-Wick (* 1988), Biathletin und Skilangläuferin
- Dominic Rau (* 1990), Fußballspieler
- Robert Jendrusch (* 1996), Fußballspieler
- Tim Campulka (* 1999), Fußballspieler
- Franco Schädlich (* 2004), Fußballspieler

### Mit Bad Schlema verbundene Personen
- Richard Franz Friedrich (1848–1916), Werksbaumeister und Radiologe, Mitbegründer des Radiumbades Oberschlema

- Sigmund Jähn
Am 4. Juli 2010 wurde in der Vortragsveranstaltung Deutsche Beiträge zur bemannten Raumfahrt im Kulturhaus Aktivist in Bad Schlema, im Rahmen der Festwoche 10 Jahre Bergbrüderschaft Bad Schlema, Sigmund Jähn in seinem Beisein die Ehrenmitgliedschaft der Bergbrüderschaft Bad Schlema e. V. verliehen.[15]